# Lizabeth Scott
Lizabeth Scott, pseudonimo di Emma Matzo (Scranton, 29 settembre 1922 – Los Angeles, 31 gennaio 2015), è stata un'attrice e modella statunitense, nota soprattutto per le sue interpretazioni in numerosi film noir e fu particolarmente attiva tra il 1945 e il 1957.

## Biografia
Nata da genitori di origine slovacca, studiò recitazione alla Alvienne School of Drama di New York dove venne scoperta da Hal B. Wallis nel 1945. Quest'ultimo, dopo una lunga e fruttuosa carriera come produttore per la Warner Bros., aveva dato vita nel 1944 ad una propria casa di produzione cinematografica, la Hal Wallis Production, iniziando a lavorare in collaborazione con la Paramount Pictures. La prima realizzazione come produttore indipendente di Wallis fu la pellicola sentimentale Incontro nei cieli (1945), diretta da John Farrow, che vide l'esordio della ventitreenne Lizabeth Scott. La Scott, che prima di allora si pagava la scuola di recitazione facendo la modella per la Walter Thornton Model Agency e interpretando piccoli ruoli negli spettacoli di Broadway, aveva il ruolo di una accompagnatrice che si innamora di un aviatore che sta per morire di leucemia. Nonostante non si trattasse di un esordio clamoroso, l'interpretazione della Scott fu ben accolta sia dalla critica che dal pubblico, attirando l'attenzione soprattutto per la sua voce accattivante, a proposito della quale, il suo partner Humphrey Bogart nella pellicola Solo chi cade può risorgere (1947) affermò:
Tuttavia prima di questa pellicola, la Scott interpretò il suo primo ruolo noir nel film Lo strano amore di Marta Ivers (1946), per la regia di Lewis Milestone, a fianco di Barbara Stanwyck e Van Heflin e che segnò l'esordio di un'altra futura star, Kirk Douglas. Il film fu un successo sia di critica che al botteghino, ma fu altresì la consacrazione del talento della Scott, la cui interpretazione venne definita dal settimanale Variety come superiore a quella della stessa Stanwyck, che nel film aveva il ruolo di dark lady.
Nel 1947 la Scott venne affiancata a Burt Lancaster nella pellicola Furia nel deserto (1947), diretto da Lewis Allen, una torbida storia d'amore scritta da Robert Rossen e girato in Technicolor. Nello stesso anno ritrovò Lancaster in Le vie della città (1948), per la regia di Byron Haskin, una storia cupa di tradimento e vendetta dove l'attrice interpreta la parte di una cantante di night club che si innamora di un ex-galeotto (Lancaster) appena uscito di prigione. Anche in questo caso la Scott diede ottima prova di sé, in un ruolo cupo e ammaliante a lei assai congeniale.
In Tragedia a Santa Monica (1948), diretto da André De Toth, l'attrice venne definitivamente consacrata al ruolo di femme fatale, e nella pellicola sarà la rovina di un povero agente di assicurazioni, marito e padre, che vive un torbido amore con il personaggio della Scott, Mona Stevens, ragazza di un ladro e corteggiata da molti uomini, tra i quali un poliziotto privato. In È tardi per piangere (1949), la Scott si consacrò nuovamente come regina del noir di quegli anni, interpretando il personaggio di Jane Palmer, una donna odiosa ed avida, che uccide il marito per denaro.
Tuttavia, una delle pellicole più celebrate dai suoi estimatori, non vede la Scott nel ruolo di femme fatale, ma in quello di una moglie arrivista magistralmente interpretata nel dramma sportivo Il gigante di New York (1949), diretta da Jacques Tourneur, al fianco di Victor Mature e Lucille Ball e ispirato a un romanzo di Irwin Shaw. Dalla fine del 1949 fino al termine della sua carriera, la Scott rimase però imprigionata nelle fosche tinte dei suoi personaggi di donna perduta, e, nonostante la partecipazione a diverse pellicole, nessuna di esse le concesse mai la possibilità di affrancarsi da questo ruolo. A compromettere il prosieguo della sua carriera fu anche il giornale scandalistico Confidential che, in virtù del fatto che la Scott non si fosse mai sposata né avesse avuto figli, nel 1955 iniziò ad insinuare che l'attrice avesse in realtà tendenze omosessuali.
Nel 1957 la sua carriera cinematografica volse al termine con la partecipazione ad Amami teneramente, diretta da Hal Kanter, seconda pellicola interpretata dalla stella Elvis Presley. Da allora la Scott si limiterà a rare ed occasionali apparizioni televisive, fatta eccezione per un ruolo marginale in Colpiscono senza pietà (1972), pellicola britannica con un cast eterogeneo nel quale si annoverano Mickey Rooney, Leopoldo Trieste, Michael Caine, Nadia Cassini e Ave Ninchi.
La Scott morì a causa di una insufficienza cardiaca congestizia, all'età di 92 anni, il 31 gennaio 2015.
Ha una stella sulla Hollywood Walk of Fame per il suo contributo al cinema a 1624 Vine Street a Hollywood.

## Filmografia

### Cinema
- Incontro nei cieli (You Came Along), regia di John Farrow (1945)
- Lo strano amore di Marta Ivers (The Strange Love of Martha Ivers), regia di Lewis Milestone (1946)
- Furia nel deserto (Desert Fury), regia di Lewis Allen (1947)
- Solo chi cade può risorgere (Dead Reckoning), regia di John Cromwell (1947)
- Rivista di stelle (Variety Girl), regia di George Marshall (1947)
- Le vie della città (I Walk Alone), regia di Byron Haskin (1948)
- Tragedia a Santa Monica (The Pitfall), regia di André De Toth (1948)
- È tardi per piangere (Too Late for Tears), regia di Byron Haskin (1949)
- Il gigante di New York (Easy Living), regia di Jacques Tourneur (1949)
- La città nera (Dark City), regia di William Dieterle (1950)
- La gang (The Racket), regia di John Cromwell (1951)
- La montagna dei sette falchi (Red Mountain), regia di William Dieterle (1951)
- La mia vita per tuo figlio (Paid in Full), regia di William Dieterle (1951)
- Ai confini del delitto (Two of a Kind), regia di Henry Levin (1951)
- N.N. vigilata speciale (The Company She Keeps), regia di John Cromwell (1951)
- Volto rubato (Stolen Face), regia di Terence Fisher (1952)
- Lontano dalle stelle (Bad for Each Other), regia di Irving Rapper (1953)
- Morti di paura (Scared Stiff), regia di George Marshall (1953)
- La campana ha suonato (Silver Lode), regia di Allan Dwan (1954)
- L'arma del delitto (The Weapon), regia di Val Guest (1956)
- Amami teneramente (Loving You), regia di Hal Kanter (1957)
- Colpiscono senza pietà (Pulp), regia di Mike Hodges (1972)

### Televisione
- Lux Video Theatre – serie TV, episodi 3x13-3x40 (1952-1953)
- The Eddie Cantor Comedy Theater – serie TV, episodio 1x05 (1955)
- The 20th Century-Fox Hour – serie TV, episodio 1x16 (1956)
- Avventure in paradiso (Adventures in Paradise) – serie TV, episodio 1x23 (1960)
- La legge di Burke (Burke's Law) – serie TV, episodio 1x03 (1963)

## Doppiatrici italiane
Lizabeth Scott è stata doppiata da:
- Rina Morelli ne La gang, Rivista di stelle, La montagna dei sette falchi, Incontro nei cieli, Furia nel deserto, È tardi per piangere, La campana ha suonato, Il gigante di New York
- Andreina Pagnani in Le vie della città, La mia vita per tuo figlio
- Dhia Cristiani in Lo strano amore di Marta Ivers, Morti di paura
- Lydia Simoneschi in Lontano dalle stelle, Amami teneramente
- Marta Abba in Solo chi cade può risorgere
- Nella Maria Bonora in Tragedia a Santa Monica
- Tina Lattanzi in La città nera
- Fiorella Betti in Colpiscono senza pietà
- Emanuela Rossi in Furia nel deserto (ridoppiaggio)